# 胸刺紅娘魚
胸刺紅娘魚，為輻鰭魚綱鮋形目牛尾魚亞目角魚科的其中一種，分布於澳洲新南威爾斯海域，棲息深度可達50公尺，體長可達20公分，為底棲性魚類，生活在沙石底質的海域，屬肉食性。

## 擴展閱讀
維基物種上的相關：胸刺紅娘魚